# Catherine Douglas
Catherine Douglas, hertiginna av Queensberry, född Hyde 1701, död 1777, var en engelsk hertiginna som var en välkänd gestalt under sin samtid och omtalad för sin excentricitet. Hon blev efter sitt giftermål en ledande gestalt i det brittiska societets- och hovlivet och omtalas som sådan ofta i samtida memoarer, dagböcker och brev. 

## Biografi
Catherine Douglas var dotter till Henry Hyde, 4th Earl of Clarendon, och Jane Leveson-Gower och gifte sig 1720 med Charles Douglas, 3:e hertig av Queensberry.
Catherine Douglas var länge känd för sin skönhet och ansågs som en förebild inom mode och stil. Under senare år kom hon dock att istället betraktas som omodern, då hon fortsatte klä sig som hon gjort i sin ungdom; hon vägrade till exempel att bära både den allmänt använda säckklänningen och att sätta upp sitt hår i en pouf-frisyr samt fortsatte att bära förkläden, något som på 1720-talet hade burits av adliga kvinnor men som vid seklets mitt alltmer associerades enbart med tjänare.
Redan tidigt blev hon välkänd som en excentriker. Hon serverade till exempel inte kött vid sina middagar och bad vid ett tillfälle hälften av sina middagsgäster att gå för att hon ogillade deras sällskap. Hon hade ett brett kontaktnät även utanför aristokratin. Hon umgicks med bland andra John Gay, William Congreve, James Thompson, Alexander Pope, Matthew Prior och William Whitehead, och flera litterära verk tillägnades henne. Hon blev 1728 förvisad från hovet för oförskämdhet sedan hon bett George II om nåd för poeten John Gay. Hon stod även nära premiärminister William Pitt den äldre och ska haft ett visst inflytande över honom.
Omtalat var hennes förhållande med Julius Soubise, en slav hon fått i gåva år 1764 men frigett och gjort till sin lärare i fäktning.